# Friedrich Trözmüller
Friedrich Josef Trözmüller (* 1899 in Wien; † 1957 ebenda) war ein österreichischer Erfinder.

## Leben
Zunächst erlernte Friedrich Trözmüller den Beruf des Nähmaschinen-Mechanikers. Ab Mitte der 1930er-Jahre leitete Trözmüller ein eigenes Forschungszentrum im ersten Wiener Gemeindebezirk (Hohenstaufengasse). Von 1936 bis 1957 erforschte und erfand Trözmüller, vor allem für die Semperit, Druck-Klischee und Verbesserungen an Druckmaschinen.
Als seine bekannteste Erfindung gilt das Semperit-Klischee, welches internationalen Einsatz fand. Weiters entwickelte Trözmüller in seiner Spätzeit elektrische Geräte (u. a. Kühlschrank-Technologien).
Nebenbei unterrichtete er Klavier und Orgel.
Im Jahr 2009 wurde in Wien-Donaustadt (22. Bezirk) die Trözmüllergasse nach ihm benannt.